# سينما ناطقة

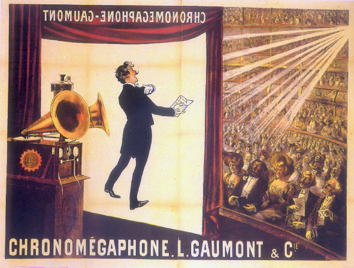

السينما الناطقة هي صورة متحركة مع صوت متزامن، أو أن الصوت يقترن تكنولوجيا مع الصورة، على عكس السينما الصامتة. أقيم أول معرض للأفلام الصوتية المسقطة في باريس عام 1900؛ ولكن مرت عقود قبل أن تصبح الصور المتحركة بالصوت تجارية بشكل عملي. كان من الصعب تحقيق التزامن الموثوق مع أسطوانة الصوت المسجلة البدائية، وكانت جودة التسجيل والتضخيم غير كافية أيضا. وأدت الابتكارات في مجال الصوت على الفيلم إلى ظهور أول عرض تجاري لصور متحركة قصيرة باستخدام التكنولوجيا، والتي حصلت في عام 1923.